# Ted van de Pavert
Ted van de Pavert, né le 6 janvier 1992 à Doetinchem aux Pays-Bas, est un footballeur néerlandais qui joue au poste de défenseur central au Roda JC.

## Biographie

### En club
Né à Rotterdam aux Pays-Bas, Ted van de Pavert est notamment formé au De Graafschap, club de sa ville natale. Il joue son premier match en professionnel avec ce club, le 18 décembre 2010, lors d'une rencontre d'Eredivisie face au SC Heerenveen. Il entre en jeu ce jour-là et son équipe s'incline par quatre buts à zéro.
Lors de l'été 2016, van de Pavert rejoint librement le PEC Zwolle. Le transfert est annoncé dès le 27 mai 2016 et le joueur signe un contrat de trois ans.
Le 1er août 2017, Ted van de Pavert est prêté pour une saison avec option d'achat au NEC Nimègue.
En juillet 2018, van de Pavert fait son retour dans son club formateur, De Graafschap. Il rejoint le club librement et signe un contrat de deux ans.
Laissé libre par De Graafschap à l'été 2022, Ted van de Pavert rejoint le Roda JC le 3 août 2022. Il signe un contrat de seulement un an,.

### En sélection
En février 2013, Ted van de Pavert est convoqué pour la première fois avec l'équipe des Pays-Bas des moins de 20 ans.